# Ярлюти-Дуже
Ярлюти-Дуже (пол. Jarluty Duże) — село в Польщі, у гміні Реґімін Цехановського повіту Мазовецького воєводства.
Населення — 175 осіб (2011).
У 1975-1998 роках село належало до Цехановського воєводства.

## Демографія
Демографічна структура станом на 31 березня 2011 року:
|          | Загалом | Допрацездатний вік | Працездатний вік | Постпрацездатний вік |
| -------- | ------- | ------------------ | ---------------- | -------------------- |
| Чоловіки | 86      | 16                 | 66               | 4                    |
| Жінки    | 89      | 18                 | 48               | 23                   |
| Разом    | 175     | 34                 | 114              | 27                   |